# Сино-уральские языки
Си́но-ура́льские языки́ — гипотетическая языковая семья, включающая уральские и синические языки. Сино-уральские языки предлагались в качестве альтернативы сино-тибетским языкам, что противоречит современной лингвистике, прочно включающей синические языки в состав сино-тибетской языковой семьи.
Предположение о существовании этой семьи было выдвинуто китайским лингвистом Цзиньи Гао на основе работ лингвистов XIX века, таких как Карл Август Герман. Гао предположил, что носители праязыка могли жить в неолитическом Китае и быть носителями гаплогруппы N, а их общий праязык распался 5000-10 000 лет назад, однако связи уральской семьи с другими языковыми семьями обычно рассматриваются как спекулятивные.

## Гипотеза
Гао утверждал, что китайский язык состоит из трех основных слоёв, и считал, что корень китайского языка происходит от общего китайско-уральского источника, второй слой происходит от праиндоевропейского языка эпохи энеолита или более поздней, а третий слой — от енисейских языков эпохи бронзы. Цзиньи Гао представил эту теорию как альтернативу общепринятой сино-тибетской языковой семье. Он утверждал, что в сино-тибетской языковой семье существует множество неразрешённых вопросов и что сходство между китайским и тибето-бирманским языками лучше объяснить как результат взаимного заимствования и влияния, а не как наличие одной языковой семьи, что утверждается большинством лингвистов.
Гао утверждал, что односложная структура китайской лексики появилась позже под влиянием внешних факторов, считая, что структура слов синитских языков в прошлом была ближе к структуре слов уральских языков. В то же время Карл Август Герман утверждал, что односложная структура слов в китайском языке не является препятствием для языкового родства.

## История
Самое раннее известное упоминание о возможном родстве между уральскими и китайским языками было сделано Шайновичем в 1770 году, который поднял вопрос о возможном родстве китайского и венгерского языков из-за, по его мнению, «очевидного лексического сходства». Затем, в 1895 году, эстонский лингвист Карл Август Герман предположил наличие связи между китайским и уральскими языками, сравнив эстонский, финский и китайский языки, утверждая, что они родственны, хотя он также включил в эту семью алтайские языки. В наши дни его главным сторонником является Цзиньи Гао, впервые поддержавший его в 2005 году, а затем выпустивший книгу на эту тему в 2008 году наряду с более поздними статьями. Эстонские лингвисты — такие как Аго Кюннап, Яан Каплински, Урмас Сутроп и Март Ляэнеметс — а также несколько китайских профессоров, как например Фэн Чжэн, Ли Баоцзя и Цзян Цзичэн, проявили интерес к этой теории и призвали к проведению дополнительных исследований по этой теме, хотя и проявили осторожность и, следовательно, не полностью поддержали теорию Гао о прямой связи между китайским и уральскими языками. Жорж ван Дрим утверждает, что эта теория, наряду с другими, такими как китайско-индоевропейские языки, построена с использованием ошибочных методологий и недостаточного знания исторического развития китайского языка и трансгималайских языков. По словам ван Дрима, эта теория не подкреплена надлежащими доказательствами.
До Гао Моррис Свадеш уже выдвинул теорию о связи между китайским и уральскими языками, предположив существование более радикальную дене-финскую языковую семью, которая включает атабаскские, уральские и сино-тибетские языки. Другая похожая большая языковая семья, включающая китайский и уральский языки, была предложена Карлом Будой в 1950 году: согласно его теории, сино-тибетские, уральские, енисейские, австронезийские и другие языки являются отдалёнными родственниками.

## Предлагаемые доказательства
Карл Август Герман утверждал, что между китайским и уральскими языками существует множество сходств, которые он приводил в поддержку своей гипотезы о связи китайского и уральских языков.
Он предложил следующие доказательства:
- отсутствие грамматического рода;
- сходство в использовании родительного падежа;
- предполагаемые общие корни слов;
- сходство в структуре слов,

Цзиньи Гао попытался обосновать связь между уральским и синитским языками, аргументируя существование регулярных звуковых соответствий между синитской и уральской лексикой. Примерами предложенных звуковых соответствий являются миньнаньский -at, эстонский/финский -uu, китайский (севернокитайский) ø, кантонский j-, миньнаньский g- и эстонско-финский k-, хотя его методы были поставлены под сомнение такими лингвистами, как Ван Дрим.

### Лексика
Некоторые общие слова, предложенные Цзиньи Гао:
| Путунхуа         | Кантонский         | Миньнаньский       | Прауральский       | Эстонский         | Финский           |
| ---------------- | ------------------ | ------------------ | ------------------ | ----------------- | ----------------- |
| üe «луна, месяц» | jyut «луна, месяц» | guàt «луна, месяц» | kuŋe «месяц, луна» | kuu «месяц, луна» | kuu «месяц, луна» |
| ián «речь»       | jin «речь»         | giân «речь»        | keele «язык»       | keel «язык»       | kieli «язык»      |

| Путунхуа               | Кантонский             | Миньнаньский          | Эстонский       | Финский        |
| ---------------------- | ---------------------- | --------------------- | --------------- | -------------- |
| duei «вести переписку» | deoi «вести переписку» | tue «вести переписку» | tõsi «правда»   | tosi «правда»  |
| [ ʔie˧˩ ] «ночь»       | [ je: ] «ночь» 夜      | [ ʔia̯˧ ] «ночь» 夜    | öö «ночь»       | yö «ночь»      |
| [ pʰa˧˩ ] «страх»      | [ pʰa ˧ ] «страх» 怕   | [ pʰa˩ ] «страх» 怕   | pelgaS- «страх» | pelkä- «страх» |

| Старокитайский           | Прауральский       |
| ------------------------ | ------------------ |
| *kuən «большая рыба»     | *kala «рыба»       |
| *piuən «разделять»       | *pala «кусать»     |
| *suən «уменьшать»        | *sala «воровать»   |
| *kuaŋ «звук камня»       | *kaja «эхо»        |
| *xuaŋ «пустынный»        | *vaja «недостаток» |
| *piuaŋ «боковая комната» | *maja «дом»        |

## Праязык
| Прасино-уральский | Русское соответствие |
| ----------------- | -------------------- |
| *kota             | место                |
| *θota             | убийство             |
| *kʲoŋkʷə          | река                 |
| *toŋkʷə           | действовать, делать  |
| *hʷetas           | год                  |
| *dʷotas           | вести переписку      |
| *keðəX            | рука                 |
| *peðəX            | бок о бок            |
| *keðə             | жир кожи             |
| *ŋgʷeta           | луна                 |
| *mbeta            | другой               |
| *ŋgenal           | язык, речь           |
| *pekŋʷe           | много                |